# Локальна пам'ять ниток
Локальна Пам'ять Потоку (англ. Thread-local storage) — механізм, за допомогою якого в кожному окремому потоці виконання можуть використовуватися власні копії глобальних та статичних змінних.
Це буває корисним у деяких випадках, бо всі потоки розділяють одну і ту ж пам'ять свого процесу. Іншими словами, дані, розміщені в статичних чи глобальних змінних, зазвичай завжди розміщені в одному місці, якщо до них звертаються потоки одного процесу. Однак змінні розташовані у стеку є унікальними для потоку, оскільки кожний потік має свій стек, розміщений в окремому блоці пам'яті.
Іноді потрібно, щоб два потоки, що звертаються до якоїсь глобальної змінної, насправді звертались до різних місць в пам'яті, таким чином роблячи змінну локальною для потоку. Канонічним прикладом є змінна коду помилки errorno мови C.

## Реалізація у різних мовах програмування

### C/C++
Ключове слово __thread використовується так:
```
__thread int number;
```

- __thread визначає number як локальну змінну потоку.
- int визначає тип змінної number як цілочисельний тип int.

### GCC
GCC C/C++ реалізує __thread як показано нижче.
Змінна повинна бути ініціалізована константою на етапі компіляції:
```
__thread int number = 1;
```

але не
```
void f (int number) {
 static __thread int number_copy = number;
```

або (C++)
```
__thread int number = calculate_number();
```

Бібліотека pthread передбачає прямі конструкції для збереження локальних даних потоку.

### Pascal
У Free Pascal якщо змінна декларується з ключовим словом threadvar і програма є багатопотоковою, кожен потік виконання отримує свою копію змінної.

### Python
На Python версій 2.4 чи пізніших клас local з модуля threading може бути використаний для створення локального сховища потоку.
```
import
 
threading

mydata
 
=
 
threading
.
local
()

mydata
.
x
 
=
 
1

```